# Session One
Session One – album koncertowy brytyjskiego zespołu The Herbaliser, wydany 26 lub 30 maja 2000 roku w Wielkiej Brytanii nakładem jego własnej wytwórni Department H. jako podwójna płyta winylowa (10") oraz CD.

## Album

### Historia i muzyka
Session One zawiera utwory z pierwszych trzech albumów studyjnych The Herbaliser, opracowane na nowo i wykonane na żywo 1 i 2 lutego 2000 roku w londyńskim Wessex Studios z dodatkiem instrumentów dętych, perkusji i pewenj liczby partii wokalnych, ale bez sampli. Z uwagi na zaproszonych muzyków zespół zmienił nazwę na The Herbaliser Band.

### Lista utworów
| A1. | Who's The Realest?     |  |
|     |                        |  |
| A2. | Ginger Jumps The Fence |  |
|     |                        |  |
| B1. | The Sensual Woman      |  |
|     |                        |  |
| B2. | The Missing Suitcase   |  |
|     |                        |  |
| C1. | Shocka Zulu            |  |
|     |                        |  |
| C2. | Shattered Soul         |  |
|     |                        |  |
| D1. | Goldrush               |  |
|     |                        |  |
| D2. | Forty Winks            |  |
|     |                        |  |

| 1. | Who's The Realest?     |  |
|    |                        |  |
| 2. | Ginger Jumps The Fence |  |
|    |                        |  |
| 3. | The Sensual Woman      |  |
|    |                        |  |
| 4. | The Missing Suitcase   |  |
|    |                        |  |
| 5. | Shocka Zulu            |  |
|    |                        |  |
| 6. | Shattered Soul         |  |
|    |                        |  |
| 7. | Goldrush               |  |
|    |                        |  |
| 8. | Forty Winks            |  |
|    |                        |  |

#### Wznowienie (2010)
W 2009 roku album został zremasterowany i 1 lutego 2010 roku wydany w Niemczech nakładem wytwórni !K7 Records jako CD i digital download.
| 1. | Who's The Realest (Instrumental)      | 05:25 |
|    |                                       |       |
| 2. | Ginger Jumps The Fence (Instrumental) | 05:09 |
|    |                                       |       |
| 3. | The Sensual Woman (Instrumental)      | 04:21 |
|    |                                       |       |
| 4. | The Missing Suitcase (Instrumental)   | 05:39 |
|    |                                       |       |
| 5. | Shocka Zulu (Instrumental)            | 05:11 |
|    |                                       |       |
| 6. | Shattered Soul (Instrumental)         | 05:06 |
|    |                                       |       |
| 7. | Goldrush (Instrumental)               | 05:40 |
|    |                                       |       |
| 8. | Forty Winks (Instrumental)            | 05:39 |
|    |                                       |       |
|    |                                       | 42:10 |
|    |                                       |       |

### Muzycy
Lista według Discogs
- Chris Bowden – saksofon altowy
- Andy Ross – piccolo, flet, saksofon barytonowy, saksofon tenorowy
- Kaidi Tatham – keyboardy (Arp Pro Soloist, Hohner Clavinet D6, Korg Trinity, Fender Rhodes 73)
- Jake Wherry – gitara basowa
- Mickey Moody – perkusja
- DJ Ollie Teeba – turntablizm
- Matt Coleman – puzon
- Patrick Dawes – instrumenty perkusyjne
- Ralph Lamb – trąbka, skrzydłówka

## Odbiór

### Opinie krytyków
David Jeffries z AllMusic jest zdania, że The Herbaliser wraz z zaproszonymi muzykami zaprezentował na żywo materiał „jazzujący, ożywiony i wypełniony breakbeatami, które hip-hopowi DJ-e powinni ściągnąć. Rezultatem są dające kopa piosenki, które stały się uduchowione i swobodne, a muzycy czasami improwizują zamieniając numery słuchawkowe w odlotowe piosenki na rozpoczęcie imprezy”.

### Listy tygodniowe
| Kraj            | Lista                 | Pozycja |
| --------------- | --------------------- | ------- |
| Wielka Brytania | UK Independent Albums | 47      |